# Cérilly (Allier)
Cérilly is een Franse gemeente in het departement Allier in de regio Auvergne-Rhône-Alpes. Cérilly telde op 1 januari 2022 1.312 inwoners en is de hoofdplaats van het Pays de Tronçais, een streek van 16 gemeenten rond het Forêt de Tronçais. 
De kerk Saint-Martin werd gebouwd in de 12e eeuw. De kerktoren is 12e- en 14e-eeuws en is beschermd als historisch monument. De zijkapellen zijn uit de 15e eeuw. In de kerk bevindt zich een levensgrote, kalkstenen beeldengroep die de Graflegging voorstelt (1691).

## Geografie
De oppervlakte van Cérilly bedroeg op 1 januari 2022 70,55 vierkante kilometer; de bevolkingsdichtheid was toen 18,6 inwoners per km².
De onderstaande kaart toont de ligging van Cérilly met de belangrijkste infrastructuur en aangrenzende gemeenten.

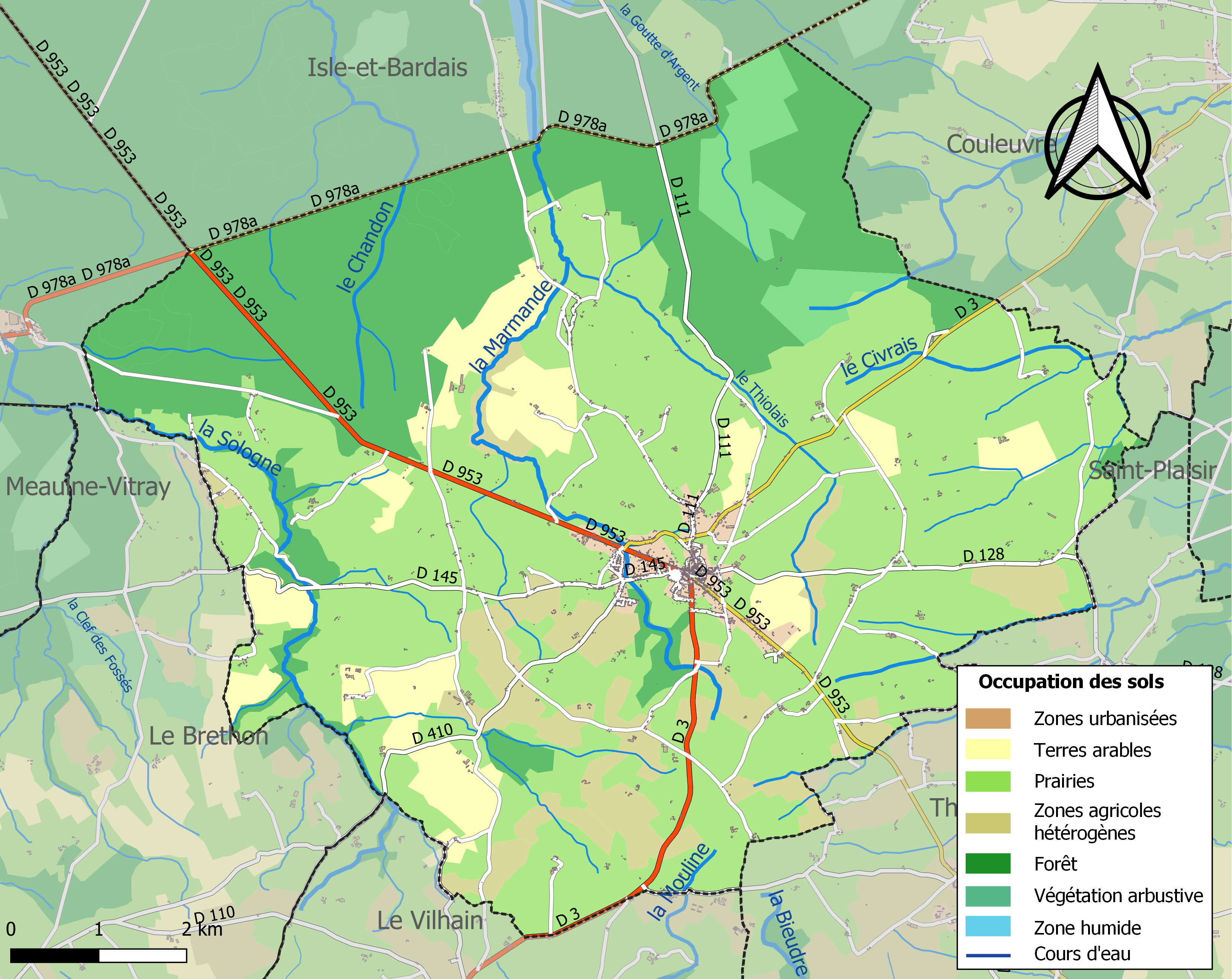

## Demografie
Onderstaande figuur toont het verloop van het inwoneraantal van Cérilly vanaf 1962.

Vanwege een beveiligingsprobleem met de MediaWiki Graph-software is het momenteel niet mogelijk deze grafiek weer te geven. Zodra de software is bijgewerkt zal de grafiek vanzelf weer zichtbaar worden.

## Sport
In de Ronde van Frankrijk 2008 was Cérilly de startplaats van de beslissende tijdrit.

## Geboren
- Charles-Louis Philippe (1874-1909), dichter